# TV 2 Danmark
Pour l’article homonyme, voir TV 2 (Danemark).
TV 2 Danmark, plus précisément TV 2 Danmark A/S, est une entreprise semi-publique de télévision au Danemark. Elle est créée le 30 mai 1986 et met ainsi un terme au monopole de l'entreprise nationale de radio-télévision, Danmarks Radio.
L'entreprise gère plusieurs chaînes de télévision, dont la principale, TV 2, ainsi que plusieurs autres chaînes, toutes réunies sous la marque TV 2.

## Histoire
Le pays souhaitant établir un second programme de télévision pour le public danois, le Folketing, le parlement national du Danemark, vota, le 30 mai 1986, la création d'une autre chaîne de télévision, semi-publique, nommée TV 2. Une société la gérant fut donc créée au même moment, TV 2 Danmark A/S.
Néanmoins, la chaîne TV 2 fut officiellement lancée le 1er octobre 1988, après plus de deux ans de retransmission test.

## Organisation

### Activités
| Activité                              | Orientation                                                       | Date de création                                               |
| ------------------------------------- | ----------------------------------------------------------------- | -------------------------------------------------------------- |
| TV 2                                  | Chaîne généraliste.                                               | 30 mai 1986 (test) 1er octobre 1988 (lancement officiel)       |
| TV 2 Charlie                          | Chaîne axée sur les séries, les productions originales notamment. | 1er octobre 2004                                               |
| TV 2 Zulu                             | Chaîne consacrée aux enfants.                                     | 15 octobre 2000                                                |
| TV 2 News                             | Chaîne d'information en continu.                                  | 1er décembre 2006                                              |
| TV 2 Fri                              | Chaîne consacrée à l'outdoor et aux loisirs.                      | 5 mai 2013                                                     |
| TV 2 Sport                            | Chaîne consacrée au sport.                                        | 9 janvier 2015                                                 |
| TV 2 Play (anciennement TV 2 Sputnik) | Service de télévision à la demande.                               | 6 décembre 2004 (TV 2 Sputnik) 21 mai 2012 (renommé TV 2 Play) |

### Antennes régionales de TV 2
Le groupe, en plus de ses chaînes de télévision, possède également plusieurs stations locales réparties sur l'ensemble du territoire danois :
| Antenne régionale                       | Zone desservie                           |
| --------------------------------------- | ---------------------------------------- |
| TV Syd                                  | Sud du Jutland et Schleswig du Sud       |
| TV 2 Fyn                                | Fionie                                   |
| TV 2 Øst                                | Est du Sjaelland                         |
| TV 2 Nord                               | Nord du Jutland, Groenland et Îles Féroé |
| TV 2 Kosmopol (anciennement TV 2 Lorry) | Nord du Sjaelland et Copenhague          |
| TV Midt-Vest                            | Centre et ouest du Jutland               |
| TV 2 Østjylland                         | Est du Jutland                           |
| TV 2/Bornholm                           | Île de Bornholm                          |

### Dirigeants
PDG  :
- Merete Eldrup

Directeur des programmes :
- Anne Engdal Stig Christensen

Directeur des finances :
- Peter Normann

Directeur commercial :
- Flemming Rasmussen

Directeur du numérique :
- Anders Blauenfeldt

Président du conseil :
- Jimmy Maymann-Holler

## Identité visuelle (logo)

Logo de TV 2 du 5 octobre 2013 au 27 mars 2023.
Logo de TV 2 depuis le 27 mars 2023.